# Pierre Doye

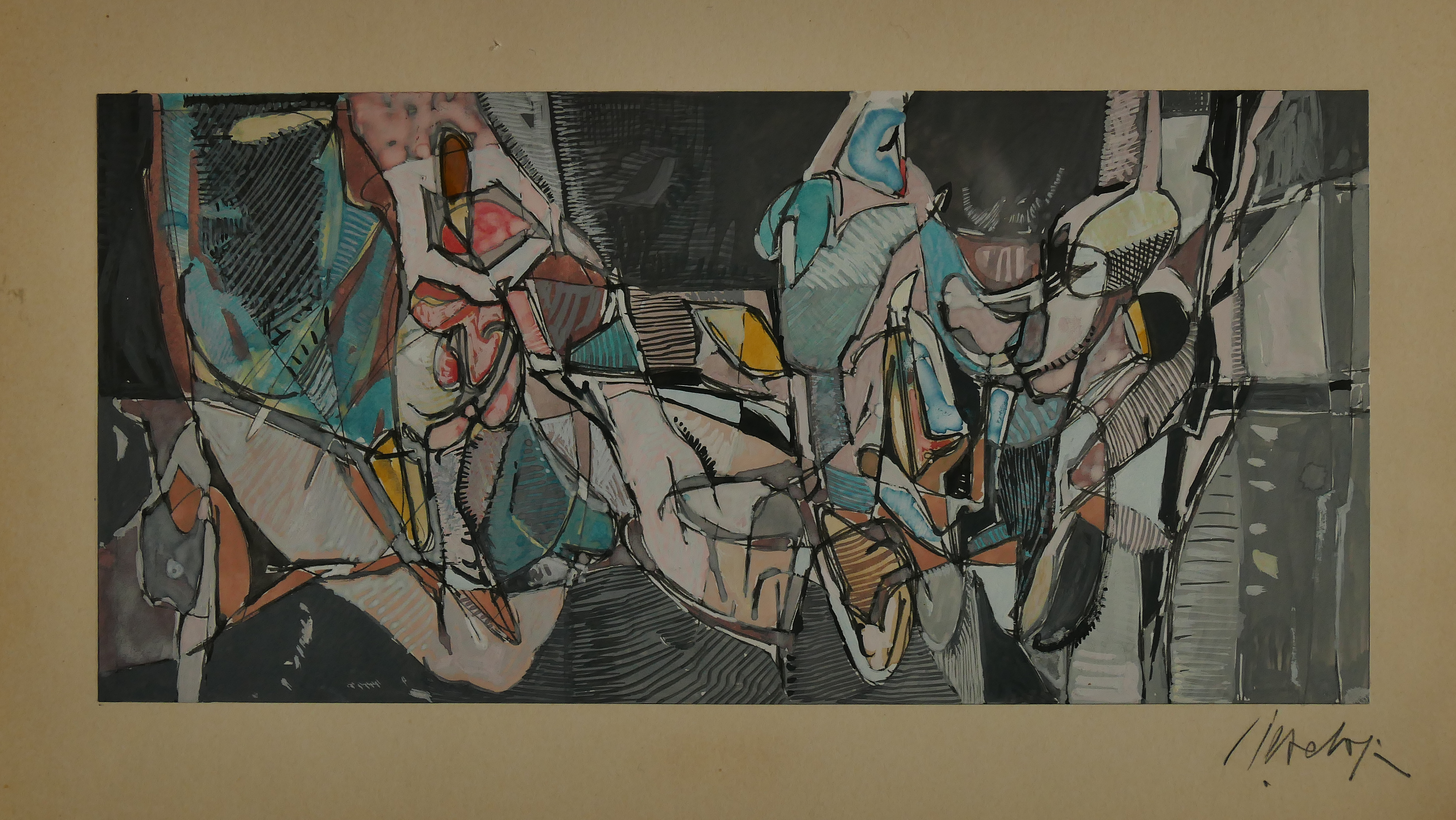
Gouache sur papier

 (novembre 2017).
 Pierre Doye, né le 7 janvier 1927 à Lyon, et mort le 18 juillet 2006 dans la même ville, est un artiste français contemporain.

## Biographie
Formé à l'Ecole des Beaux-Arts de Lyon, où il rencontre sa future épouse, Annick Devambez, peintre aussi. Il est l'élève d'Antoine Chartres et de Jean Coquet.
Il se lie à Roger Planchon au début des années 50 et travaille pour le théâtre pendant plusieurs années.
À partir de 1952, il dirige un atelier d'architecture (il obtient son inscription à l'ordre des architectes en 1977) et tout en continuant son activité de peintre. Il fait partie du groupe des Sanzistes aux côtés de Jean Fusaro, de André Cottavoz, etc.
On le voit notamment sur les cimaises du Salon du Sud-Est, dès 1949.